# Ягорашвили, Вахтанг
Вахтанг Эрмадович Ягорашвили (груз. ვახტანგ იაგორაშვილი; род. 5 апреля 1964, Тбилиси) — советский, грузинский и американский спортсмен по современному пятиборью, призёр Олимпийских игр.
Вахтанг Ягорашвили родился в 1964 году в Тбилиси. В 1984 году завоевал бронзу в личном и золото в команде на первенстве Мира по юниорам в Бухаресте. В следующий 1985 год он стал чемпионом Мира в личном и командном первенстве в Киеве. В 1986 году выиграл две золотые медали как в личном так и в командном зачёте на Играх Доброй Воли. В 1987 году завоевал золотую медаль в команде и бронзовую медаль в личном зачёте на чемпионате Европы в Берлине. В 1988 году стал обладателем бронзовой медали Олимпийских игр в Сеуле. В 1989 году завоевал две золотые медали чемпионата Европы в швейцарском городе Умеа. В 1990 году стал чемпионом мира в составе команды в Лахти, и завоевал серебряную медаль Игр Доброй Воли в Сиэтле.
После распада СССР выступал за Грузию на Олимпийских играх в Атланте. В 1999 году женился на американской пятиборке Мэри Бет Ларсен, и в 2002 году получил гражданство США. В 1997 году выиграл золотую медаль чемпионата мира в эстафете. В 1998 году завоевал серебряную медаль чемпионата мира. В 1999 году завоевал бронзовую медаль чемпионата мира в эстафете. В 2000 году завоевал золотую медаль чемпионата Мира в эстафете. В 2003 году стал чемпионом Панамериканских игр в Санто Доминго.  В 2004 году представлял США на Олимпийских играх в Афинах.
В настоящее время имеет собственный фехтовальный клуб в Вилмингтоне (штат Массачусетс).